# ساكاي تاناكا
ساكاي تاناكا (باليابانية: 田中宇؛ بالكانا: たなか さかい) هو صحفي ياباني، ولد في 7 مايو 1961 في طوكيو في اليابان.